# Aachen (huyện)
Huyện Aachen (Kreis Aachen) là một huyện cũ ở phía tây Nordrhein-Westfalen, Đức. Các huyện giáp ranh là Heinsberg, Düren, Euskirchen, thành phố Aachen (thành phố được dùng làm tên gọi cho huyện bao quanh nhưng không thuộc huyện này), và tỉnh Limburg (Hà Lan) cũng như tỉnh Liège (Bỉ).
Kể từ ngày 21 tháng 10 năm 2009, huyện Aachen và thành phố Aachen được hợp nhất thành một đơn vị hành chính thống nhất là vùng đô thị Aachen (Städteregion Aachen)

## Thị xã và đô thị
| Thị xã                                                 | Thị xã                              | Đô thị                  |
| ------------------------------------------------------ | ----------------------------------- | ----------------------- |
| 1. Alsdorf 2. Baesweiler 3. Eschweiler 4. Herzogenrath | 1. Monschau 2. Stolberg 3. Würselen | 1. Roetgen 2. Simmerath |